# Dégagnac
Dégagnac is een gemeente in het Franse departement Lot (regio Occitanie) en telt 546 inwoners (2004). De plaats maakt deel uit van het arrondissement Gourdon. In de gemeente ligt spoorweghalte Dégagnac.

## Geografie
De oppervlakte van Dégagnac bedraagt 37,3 km², de bevolkingsdichtheid is 14,6 inwoners per km².
De onderstaande kaart toont de ligging van Dégagnac met de belangrijkste infrastructuur en aangrenzende gemeenten.

## Demografie
Onderstaande figuur toont het verloop van het inwonertal (bron: INSEE-tellingen).